# Associazione della Sacra Famiglia
L'Associazione della Sacra Famiglia è un'associazione internazionale di fedeli di diritto pontificio.

## Storia
Le origini del movimento risalgono all'Associazione di famiglie cristiane consacrate alla Sacra Famiglia, fondata nel 1861 a Lione dal gesuita Francisco Felipe Francoz e diffusasi rapidamente con il sostegno di papa Pio IX.
Sul modello dell'associazione lionese ne sorsero altre in varie nazioni europee e americane, riunite da papa Leone XIII nella Pia associazione delle famiglie cristiane, eretta nel 1892 con il breve Neminem fugit.
Il Pontificio consiglio per i laici la riconobbe come associazione internazionale di fedeli di diritto pontificio il 25 novembre 1987.

## Attività e diffusione
L'associazione ha il fine di promuovere l'imitazione e il culto della Sacra Famiglia di Nazaret. Caratteristica dell'associazione è la pratica della "visita domiciliare" di un'immagine della Sacra Famiglia attorno alla quale le famiglie si riuniscono per pregare. L'associazione gestisce un centro di documentazione e studi sulla Sacra Famiglia (il Nazarenum) e organizza congressi internazionali sulla Sacra Famiglia che si tengono ogni due anni a Barcellona o a Roma.
L'associazione si articola a livello parrocchiale, diocesano e nazionale: a ogni livello, la vita dell'associazione è animata da un consiglio direttivo costituito da tre coppie di sposi e un sacerdote. A livello internazionale, l'associazione è diretta da un consiglio mondiale presieduto dal superiore generale dei Figli della Sacra Famiglia.
L'associazione è presente in 18 nazioni. La sede centrale dell'associazione è presso il Tempio parrocchiale della Sacra Famiglia di Nazareth, in piazzale delle Gardenie a Roma.